# Etnologie
Etnologie (z řeckého ethnos, kmen, národ, a logia, nauka) je společenská věda, jež se zabývá srovnávacím studiem kultur a společností. Vznikla jako pokračování etnografie (národopisu), když se ukázala potřeba nashromážděný etnografický materiál utřídit a porovnat. Někdy se však pojmy etnologie a etnografie užívají jako synonyma. V současné době se vedle názvu etnologie používá označení kulturní a sociální antropologie, přičemž někteří antropologové zdůrazňují odlišnost antropologie od etnologie. S použitím obou názvů jsou spojeny i mocenské zájmy jednotlivých odborných pracovišť. Zatímco sociální a kulturní antropologové se odvolávají na angloamerický model studia, který prezentují jakožto odlišný a hodnotnější, etnologové vychází z tradic evropského, resp. středoevropského, bádání.